# Colina de los Gorriones

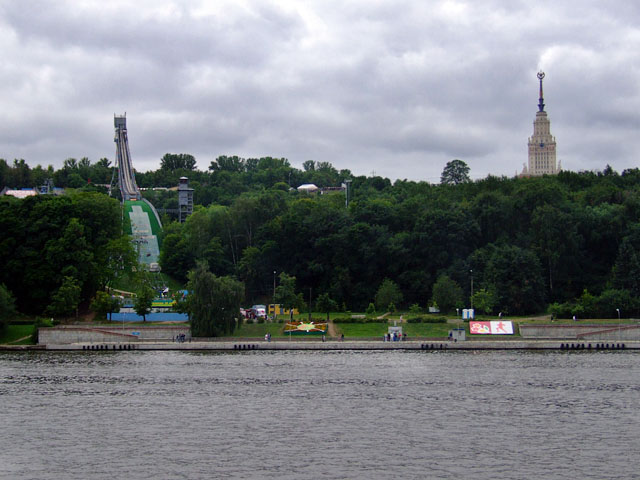
Vista de la colina desde el malecón Luzhnétskaya

La colina de los Gorriones (en ruso: Воробьёвы горы; Vorobiovy Gory), conocida también como colina de Lenin (en ruso: Ленинские горы, Léninskiye Gory) entre 1935 y 1999, es una elevación del terreno en las márgenes del río Moscova y uno de los puntos más altos de Moscú, con una altura de entre 220 y 230 metros por encima del nivel del mar.
La plataforma de observación, desde la que se puede contemplar una vista panorámica de la ciudad, se sitúa en una zona elevada 85 metros por encima del río, a unos 200 metros sobre el nivel de mar. El Estadio Luzhnikí (anteriormente, el Estadio Lenin), donde fueron inaugurados y clausurados los Juegos Olímpicos de Moscú 1980 se ubica al pie de la colina, al otro lado del río Moscova. Cerca de esta colina está el Convento Novodévichi, con sus torres barrocas de estilo Naryshkin.
Cerca de la plataforma de observación se halla la estación del metro Luzhnikí.